# Gran Premio de Portugal de Motociclismo de 2022
El Gran Premio de Portugal de Motociclismo de 2022 (oficialmente Grande Prémio Tissot de Portugal) fue la quinta prueba del Campeonato del Mundo de Motociclismo de 2022. Tuvo lugar en el fin de semana del 22 al 24 de abril de 2022 en el Autódromo Internacional do Algarve, situado en la ciudad de Portimão, región de Algarve, Portugal.
La carrera de MotoGP fue ganada por Fabio Quartararo, seguido de Johann Zarco y Aleix Espargaró. Joe Roberts fue el ganador de la prueba de Moto2, por delante de Celestino Vietti y Jorge Navarro. La carrera de Moto3 fue ganada por Sergio García, Jaume Masiá fue segundo y Ayumu Sasaki tercero.

## Resultados

### Resultados MotoGP
| Pos.    | N.º | Piloto                | Equipo                       | Constructor | Vueltas | Tiempo    | Parrilla | Puntos |
| ------- | --- | --------------------- | ---------------------------- | ----------- | ------- | --------- | -------- | ------ |
| 1       | 20  | Fabio Quartararo      | Monster Energy Yamaha MotoGP | Yamaha      | 25      | 41:39.611 | 5        | 25     |
| 2       | 5   | Johann Zarco          | Pramac Racing                | Ducati      | 25      | +5.409    | 1        | 16     |
| 3       | 41  | Aleix Espargaró       | Aprilia Racing               | Aprilia     | 25      | +6.068    | 3        | 16     |
| 4       | 42  | Álex Rins             | Team Suzuki Ecstar           | Suzuki      | 25      | +9.633    | 23       | 13     |
| 5       | 88  | Miguel Oliveira       | Red Bull KTM Factory Racing  | KTM         | 25      | +13.573   | 11       | 11     |
| 6       | 93  | Marc Márquez          | Repsol Honda Team            | Honda       | 25      | +16.163   | 9        | 10     |
| 7       | 73  | Álex Márquez          | LCR Honda Castrol            | Honda       | 25      | +16.183   | 7        | 7      |
| 8       | 63  | Francesco Bagnaia     | Ducati Lenovo Team           | Ducati      | 25      | +16.511   | 24       | 8      |
| 9       | 44  | Pol Espargaró         | Repsol Honda Team            | Honda       | 25      | +16.769   | 10       | 7      |
| 10      | 12  | Maverick Viñales      | Aprilia Racing               | Aprilia     | 25      | +18.063   | 14       | 6      |
| 11      | 04  | Andrea Dovizioso      | WithU Yamaha RNF MotoGP Team | Yamaha      | 25      | +29.029   | 16       | 5      |
| 12      | 10  | Luca Marini           | Mooney VR46 Racing Team      | Ducati      | 25      | +29.249   | 8        | 4      |
| 13      | 21  | Franco Morbidelli     | Monster Energy Yamaha MotoGP | Yamaha      | 25      | +33.354   | 19       | 3      |
| 14      | 87  | Remy Gardner          | Tech 3 KTM Factory Racing    | KTM         | 25      | +40.205   | 20       | 2      |
| 15      | 72  | Marco Bezzecchi       | Mooney VR46 Racing Team      | Ducati      | 25      | +46.052   | 6        | 1      |
| 16      | 30  | Takaaki Nakagami      | LCR Honda Idemitsu           | Honda       | 25      | +49.569   | 17       |        |
| 17      | 40  | Darryn Binder         | WithU Yamaha RNF MotoGP Team | Yamaha      | 25      | +50.303   | 22       |        |
| Ret     | 32  | Lorenzo Savadori      | Aprilia Racing               | Aprilia     | 24      | Caída     | 21       |        |
| Ret     | 49  | Fabio Di Giannantonio | Gresini Racing MotoGP        | Ducati      | 21      | Retirado  | 15       |        |
| Ret     | 36  | Joan Mir              | Team Suzuki Ecstar           | Suzuki      | 18      | Choque    | 2        |        |
| Ret     | 43  | Jack Miller           | Ducati Lenovo Team           | Ducati      | 18      | Choque    | 4        |        |
| Ret     | 33  | Brad Binder           | Red Bull KTM Factory Racing  | KTM         | 17      | Caída     | 12       |        |
| Ret     | 23  | Enea Bastianini       | Gresini Racing MotoGP        | Ducati      | 9       | Caída     | 18       |        |
| Ret     | 89  | Jorge Martín          | Pramac Racing                | Ducati      | 4       | Caída     | 13       |        |
| DNS     | 25  | Raúl Fernández        | Tech 3 KTM Factory Racing    | KTM         |         | No corrió |          |        |
| 1.      |     |                       |                              |             |         |           |          |        |
| Fuente: |     |                       |                              |             |         |           |          |        |

### Resultados Moto2
| Pos.    | N.º | Piloto                  | Constructor | Vueltas | Tiempo      | Parrilla | Puntos |
| ------- | --- | ----------------------- | ----------- | ------- | ----------- | -------- | ------ |
| 1       | 16  | Joe Roberts             | Kalex       | 7       | 13:55.726   | 9        | 25     |
| 2       | 13  | Celestino Vietti        | Kalex       | 7       | +2.818      | 13       | 20     |
| 3       | 9   | Jorge Navarro           | Kalex       | 7       | +2.991      | 11       | 16     |
| 4       | 23  | Marcel Schrötter        | Kalex       | 7       | +3.104      | 12       | 13     |
| 5       | 18  | Manuel González         | Kalex       | 7       | +3.199      | 16       | 11     |
| 6       | 52  | Jeremy Alcoba           | Kalex       | 7       | +3.821      | 26       | 10     |
| 7       | 54  | Fermín Aldeguer         | Boscoscuro  | 7       | +3.784      | 15       | 9      |
| 8       | 64  | Bo Bendsneyder          | Kalex       | 7       | +4.648      | 16       | 8      |
| 9       | 7   | Barry Baltus            | Kalex       | 7       | +8.103      | 23       | 7      |
| 10      | 2   | Gabriel Rodrigo         | Kalex       | 7       | +8.880      | 25       | 6      |
| 11      | 5   | Romano Fenati           | Boscoscuro  | 7       | +9.511      | 24       | 5      |
| 12      | 81  | Keminth Kubo            | Kalex       | 7       | +22.541     | 18       | 4      |
| 13      | 4   | Sean Dylan Kelly        | Kalex       | 7       | +24.669     | 29       | 3      |
| 14      | 12  | Filip Salač             | Kalex       | 7       | +1:53.045   | 19       | 2      |
| 15      | 61  | Alessandro Zaccone      | Kalex       | 6       | +1 vuelta   | 28       | 1      |
| Ret     | 28  | Niccolò Antonelli       | Kalex       | 3       | Caída       | 30       |        |
| Ret     | 96  | Jake Dixon              | Kalex       | 0       | Caída       | 3        |        |
| Ret     | 40  | Arón Canet              | Kalex       | 0       | No reinició | 1        |        |
| Ret     | 6   | Cameron Beaubier        | Kalex       | 0       | No reinició | 2        |        |
| Ret     | 14  | Tony Arbolino           | Kalex       | 0       | No reinició | 4        |        |
| Ret     | 37  | Augusto Fernández       | Kalex       | 0       | No reinició | 5        |        |
| Ret     | 22  | Sam Lowes               | Kalex       | 0       | No reinició | 6        |        |
| Ret     | 79  | Ai Ogura                | Kalex       | 0       | No reinició | 7        |        |
| Ret     | 35  | Somkiat Chantra         | Kalex       | 0       | No reinició | 8        |        |
| Ret     | 75  | Albert Arenas           | Kalex       | 0       | No reinició | 10       |        |
| Ret     | 84  | Zonta van den Goorbergh | Kalex       | 0       | No reinició | 16       |        |
| Ret     | 19  | Lorenzo Dalla Porta     | Kalex       | 0       | No reinició | 17       |        |
| Ret     | 51  | Pedro Acosta            | Kalex       | 0       | No reinició | 20       |        |
| Ret     | 24  | Simone Corsi            | MV Agusta   | 0       | No reinició | 27       |        |
| Ret     | 42  | Marcos Ramírez          | MV Agusta   | 0       | No reinició | 14       |        |
| 1.      |     |                         |             |         |             |          |        |
| Fuente: |     |                         |             |         |             |          |        |

### Resultados Moto3
| Pos.    | N.º | Piloto            | Constructor | Vueltas | Tiempo    | Parrilla | Puntos |
| ------- | --- | ----------------- | ----------- | ------- | --------- | -------- | ------ |
| 1       | 11  | Sergio García     | Gas Gas     | 21      | 38:17.725 | 6        | 25     |
| 2       | 5   | Jaume Masiá       | KTM         | 21      | +0.069    | 15       | 20     |
| 3       | 71  | Ayumu Sasaki      | Husqvarna   | 21      | +0.110    | 10       | 16     |
| 4       | 53  | Deniz Öncü        | KTM         | 21      | +0.210    | 1        | 13     |
| 5       | 28  | Izan Guevara      | Gas Gas     | 21      | +0.373    | 9        | 11     |
| 6       | 99  | Carlos Tatay      | CFMoto      | 21      | +4.094    | 4        | 10     |
| 7       | 16  | Andrea Migno      | Honda       | 21      | +4.729    | 11       | 9      |
| 8       | 7   | Dennis Foggia     | Honda       | 21      | +7.170    | 12       | 8      |
| 9       | 66  | Joel Kelso        | KTM         | 21      | +7.241    | 22       | 7      |
| 10      | 10  | Diogo Moreira     | KTM         | 21      | +7.165    | 14       | 6      |
| 11      | 54  | Riccardo Rossi    | Honda       | 21      | +7.276    | 7        | 5      |
| 12      | 24  | Tatsuki Suzuki    | Honda       | 21      | +7.334    | 5        | 4      |
| 13      | 19  | Scott Ogden       | Honda       | 21      | +7.442    | 8        | 3      |
| 14      | 20  | Lorenzo Fellon    | Honda       | 21      | +18.989   | 3        | 2      |
| 15      | 82  | Stefano Nepa      | KTM         | 21      | +22.437   | 17       | 1      |
| 16      | 64  | Mario Aji         | Honda       | 21      | +22.627   | 2        |        |
| 17      | 27  | Kaito Toba        | KTM         | 21      | +25.411   | 24       |        |
| 18      | 18  | Matteo Bertelle   | KTM         | 21      | +26.195   | 26       |        |
| 19      | 23  | Elia Bartolini    | KTM         | 21      | +26.213   | 25       |        |
| 20      | 43  | Xavier Artigas    | CFMoto      | 21      | +26.580   | 19       |        |
| 21      | 6   | Ryusei Yamanaka   | KTM         | 21      | +27.217   | 16       |        |
| 22      | 38  | David Salvador    | Husqvarna   | 21      | +30.402   | 21       |        |
| 23      | 87  | Gerard Riu        | KTM         | 21      | +42.926   | 27       |        |
| 24      | 63  | Syarifuddin Azman | Honda       | 21      | +42.989   | 20       |        |
| 25      | 72  | Taiyo Furusato    | Honda       | 21      | +50.532   | 30       |        |
| 26      | 70  | Joshua Whatley    | Honda       | 21      | +50.902   | 18       |        |
| 27      | 80  | David Alonso      | Gas Gas     | 21      | +51.199   | 29       |        |
| 28      | 22  | Ana Carrasco      | KTM         | 21      | +54.005   | 28       |        |
| Ret     | 96  | Daniel Holgado    | KTM         | 17      | Caída     | 13       |        |
| Ret     | 48  | Iván Ortolá       | KTM         | 7       | Caída     | 23       |        |
| DNS     | 31  | Adrián Fernández  | KTM         |         | No corrió |          |        |
| 1. 2.   |     |                   |             |         |           |          |        |
| Fuente: |     |                   |             |         |           |          |        |